# Косрае (штат)
Косрае (англ. Kosrae) — один з чотирьох штатів Федеративних Штатів Мікронезії. Колишня назва Кусаїе.
Населення — 6616 (перепис 2010 р.), густота — 59 осіб/км². Острів Косрае, що входить до складу штату, є найсхіднішим з Каролінських островів. Він розташований за 590 км на північ від екватора, між островом Гуам і Гавайськими островами. Його площа — 111,3 км². Столиця — Тофол.

## Історія

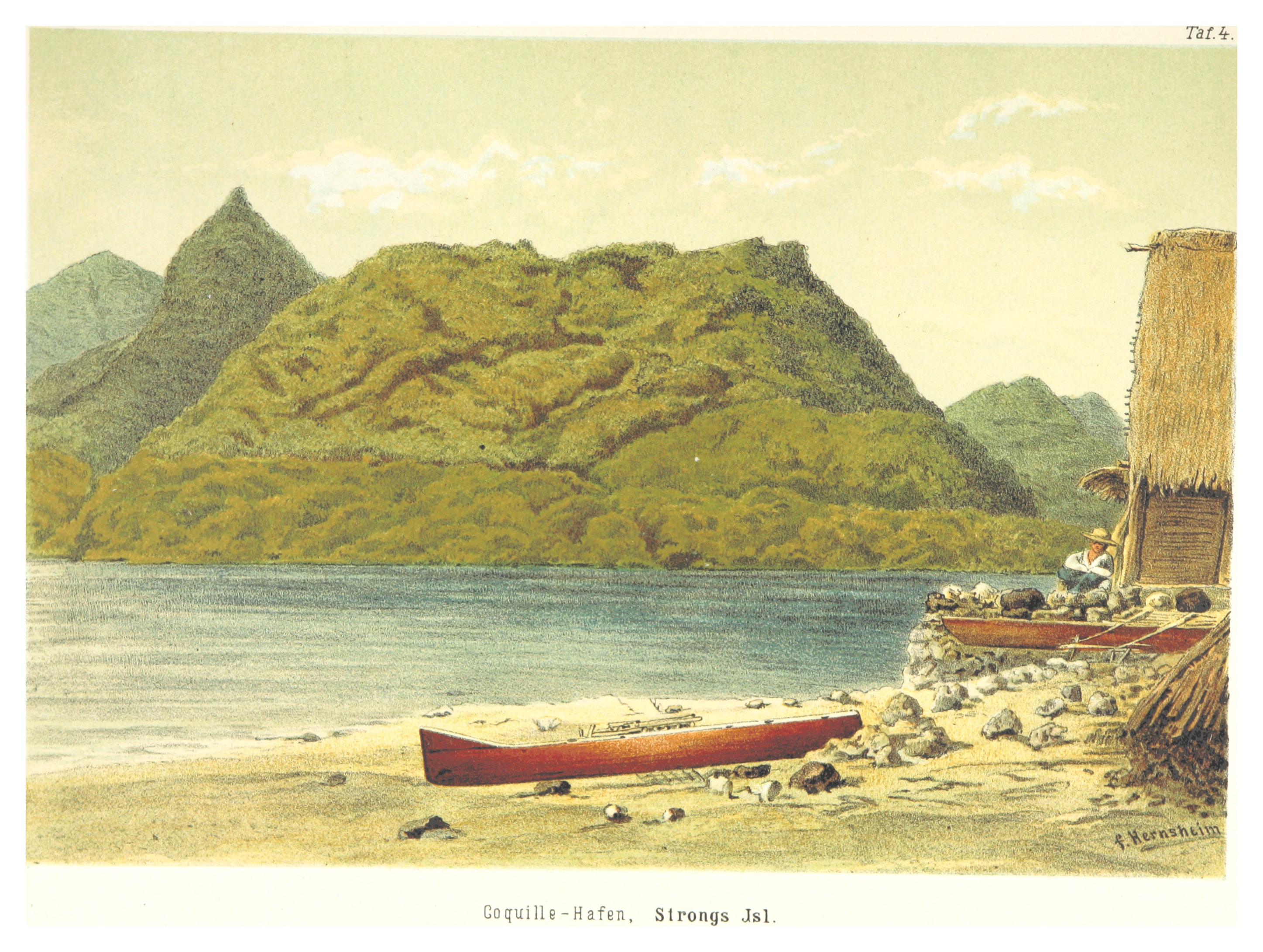
Гавань (1880)

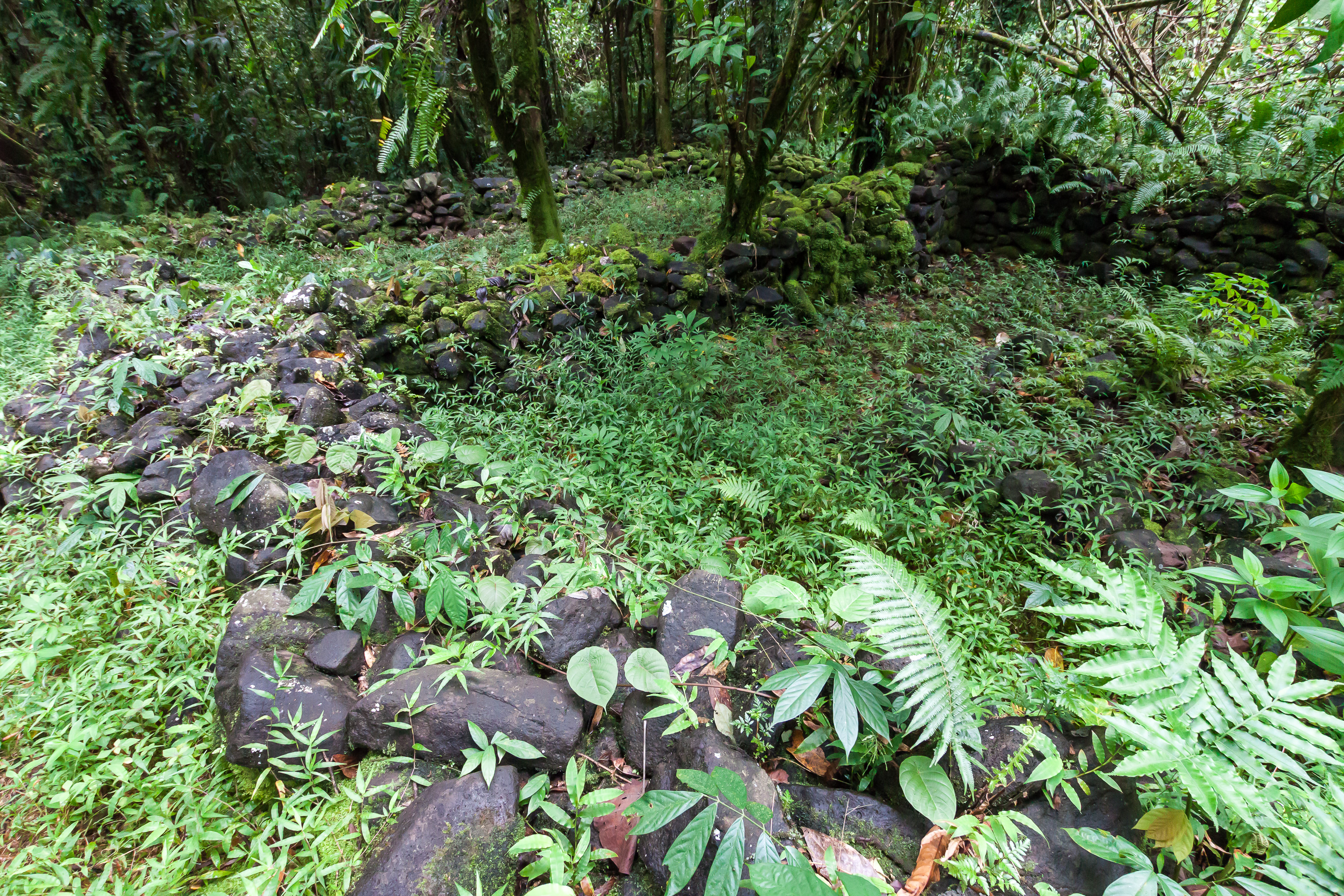
Покинуті земельні угіддя на острові

Вперше острів  було відкрито іспанським мореплавцем Альваро де Сааведра, коли він повертався з острова Тідоре до Нової Іспанії. З 1668 року номінально острів вважався під іспанським управлінням, але перший контакт з місцевими мешканцями відбувся у 1824 році, а перша європейська колонізація фактично почалася з 1885 року. У 1852 році до острова почали прибувати перші місіонери.
15 березня 1874 року під час шторму до гавані Утве прибив корабель «Леонора», капітаном якого був чорношкірий Буллі Хейсом. Хейс побудував будинок на острові і 7 місяців тероризував місцевих мешканців.  У вересні 1874 р. на  острів прибув через скаргу Розаріо. Хейса заарештували, але згодом він втік на човні, збудованому з уламків корабля. Навколо цієї події існує купа легенд про схований скарб на острові, але скарбу не знайдено по-нині.
У 1885 році, після суперечки між Іспанською та Німецькою імперіями, завдяки іспанському флоту острів залишався у іспанців, але після поразки проти Сполучених Штатів у війні 1898 року, 2 лютого 1899 року Іспанія продала за 17 млн.німецьких марок Каролінські острови Німеччині. Після Першої світової війни острів перебував під контролем Японської імперії.
У 1914—1945 роках, в період своєї опіки над Каролінськими островами, відбулися певні зрушення в економіці. Островом фактично керували декілька місіонерів. Під час візиту Вілларда Прайса у 1930-х роках він описував про те, що на острові не було в'язниць, а про тютюн та алкоголь місцеві мешканці навіть і не чули. Під час Другої світової війни японці укріпили острів, але жодних битв на острові не відбулося. Японський гарнізон, яким командував генерал-лейтенант Йошіказу Харада, складався з 3 811 чоловік, а також 700 танків. У середині острова були споруджені катакомби, які досліджуються і сьогодні.  
У 1945 році адміністрація над Косрае перейшла до Сполучених Штатів, а з 1947 року США отримало мандат від ООН на управління островами. З 1960-х років значно зросли допомога та інвестиції остров'янам. 
На самому початку дії мандату США Косрае входив до складу муніципалітету Понапе (нині Понпеї), але з 1977 року острів отримав статус окремої округи. У 1979 році Косрае приєднався до трьох інших муніципалітетів Чуук, Яп і Понпеї, які утворили Федеративні Штати Мікронезії. 

## Губернатори
1. Джейкоб Нена (Jacob Nena) з 1979 по 1983.
2. Йошиво П. Джорджи (Yosiwo P. George) з 1983 по 1991.
3. Тьорстон К. Сіба (Thurston K. Siba) з 1991 по 1995.
4. Мозєш Т. Макуелунг (Moses T. Mackwelung) з 1995 по 1999.
5. Ренслі А. Сігра (Rensley A. Sigrah) з 1999 по 2007.
6. Ліндон Х. Джексон (Lyndon H. Jackson) з січня по лютий 2007 (виконуючи обов'язки).
7. Роберт Д. Вайлбахер (Robert J. Weilbacher) з 2007 по теперішній час.